# Замлелова, Светлана Георгиевна
Светла́на Гео́ргиевна Замле́лова (22 августа 1973 года, Алма-Ата) — российский прозаик, публицист, критик, переводчик, драматург.

## Биография
Родилась 22 августа 1973 г. в Алма-Ате — столице Казахской ССР, в семье инженеров-строителей. Родители работали в Министерстве строительства Казахской ССР. Отец, Замлелов Георгий Васильевич, участвовал в сооружении высокогорного спортивного комплекса «Медео». В 1975 г. переехала в подмосковный Загорск. С 1980 по 1988 гг. жила в арктическом посёлке Амдерма (Ненецкий автономный округ).
Светлана Замлелова окончила РГГУ, факультет «Музееведения» и факультет «Психология». Кандидат философских наук, в МГУ им. М.В. Ломоносова на кафедре философии религии и религиоведения защитила кандидатскую диссертацию на тему «Современные теологические и философские трактовки образа Иуды Искариота».
Член Союза писателей России и Союза журналистов России. Член редакционной коллегии газеты «Советская Россия». С 2009 по 2024 гг. была главным редактором сетевого литературного и исторического журнала «Камертон».
Автор свыше 500 публикаций в периодической печати и в интернете. Публиковалась в газетах: «Литературная Газета», «Московский Литератор», «Советская Россия», «Литературная Россия», «Культура», «Москвичка», «Союзное вече», «Русская Берёза», «Наша Губернiя», «Пермский писатель», «Литература и Искусство» (Беларусь), «O'zbekiston adabiyoti va san'ati» (Узбекистан) и др.; в журналах: «Роман-Газета», «Наш Современник», «Молодая Гвардия», «Москва», «Подъём», «Русский Дом», «Волга», «Нижний Новгород», «Новый Берег», «Природа и Человек. XXI век», «Переправа», «Проза», «Родная Ладога», «Московский Вестник», «Великороссъ», «Литературный Ульяновск», «Литература в школе», «Философия и культура», «Литературная Кабардино-Балкария», «Литературная Пермь», «Литературный Омск», «Культурная критика», «Просторы» (Болгария), «Тракийская лира» (Болгария), «Простор» (Казахстан), «Наше Поколение» (Молдова), «Пушкинское Кольцо» (Украина), «Отражение» (Украина), «Немига Литературная» (Беларусь) и др.
В марте 2022 г. Светлана Замлелова была внесена в санкционные списки США, в апреле того же года — в санкционные списки Великобритании (под номером 1670) с формулировкой: «Как писатель и редактор, Светлана Замлелова поддержала политику и действия по дестабилизации Украины…» Журнал «Камертон», возглавляемый в то время Светланой Замлеловой, был также определён Министерством финансов США как издание, распространяющее дезинформацию об Украине, и внесён в санкционные списки. В феврале 2023 г. журнал «Камертон» был внесён в санкционные списки Канады. Светлана Замлелова внесена в базу данных украинского сайта «Миротворец».
Как публицист, Светлана Замлелова много пишет об Украине . Именно ей принадлежит определение постмайданной Украины как «секты в масштабах государства». Записала цикл интервью с современными писателями и общественными деятелями . В 2020 — 2021 гг. активно выступала с разоблачениями санитарной политики . Как критик известна острыми публикациями и разборами современного культурного процесса . В качестве переводчика работала с французской, английской, болгарской, современной дагестанской литературой. Для прозы Светланы Замлеловой характерно сочетание увлекательного сюжета с доброй иронией и философскими, психологическими наблюдениями; современного мировосприятия с традициями классической литературы. Критики не раз отмечали пластичность литературного языка писательницы.

## Книги
Разочарование. Рассказы и фельетоны. — М.: издательство «Спутник+», 2004 г. — 289 с.  ISBN 5-93406-711-7
Бродяга: Повести и рассказы. — М.: издательство «Спутник+», 2008 г. — 102 с. ISBN 978-5-364-00892-3
Гностики и фарисеи. Рассказы и повести. — М.: издательство «Художественная литература», 2010 г. — 448 с. ISBN 978-5-280-03521-8
Французские лирики XIX века. Переводы французской поэзии. — М.: издательство «Художественная литература», 2010 г. — 193 с. ISBN 978-5-280-03468-6
Посадские сказки. — М.: издательство «Ваш полиграфический партнёр», 2012 г. — 128 с. ISBN 978-5-4253-0354-7
Абрамка. Посадские сказки. — издательство «Altaspera» (Канада), 2012 г. — 336 с. ISBN 978-1-300-13758-0
…Ибо абсурдно. Статьи о современной литературе. — М.: издательство «БукиВеди», 2013 г. — 224 с. ISBN 978-5-4465-012-8
Посадские сказки. — Краматорск : издательство «Тiраж-51», 2013 г. — 96 с. ISBN 978-617-622-212-5
Блудные дети (роман). — СПб.: издательство «Алетейя», 2013 г. — 216 с. ISBN 978-5-91419-808-1
Приблизился предающий... : Трансгрессия мифа об Иуде Искариоте в XX-XXI вв. монография. — М.: издательство «БукиВеди», 2013 г. — 272 с. ISBN 978-5-4465-0294-3
Приблизился предающий… Новые трактовки мифа об Иуде Искариоте в XX-XXI вв. и антропологический сдвиг рубежа веков. — М.: издательство «URSS», 2015 г. — 216 с. ISBN 978-5-9710-1391-4
Блудные дети: роман. — М.: издательство «БукиВеди», 2014 г. — 388 с. ISBN 978-5-4465-0385-8
Нам американцы объявляли санкции… — М.: ИПО «У Никитских ворот», 2015 г. — 252 с. ISBN 978-5-00095-035-7
Скверное происшествие. История одного человека, рассказанная им посмертно : роман. — М.: издательство «БукиВеди», 2015 г. — 230 с. ISBN 978-5-4465-0605-7
Скверное происшествие. История одного человека, рассказанная им посмертно. — Пятигорск: издательство «Бёркхаус», 2016 г. — 243 с. ISBN 978-5-9907713-3-8
В переплёте: статьи о русской литературе. — М.: издательство «У Никитских ворот», 2017 г. — 252 с. ISBN 978-5-00095-276-4
Исход. Роман. — М.: издательство «У Никитских ворот», 2018 г. — 392 с. ISBN 978-5-00095-521-5
Эдуард Стрельцов. Воля к жизни. — М.: издательство «Эксмо», 2020 г. — 304 с. ISBN 978-5-04-110452-8
Александр Алехин. Партия с судьбой. — М.: издательство «Эксмо», 2021 г. — 224 с. ISBN 978-5-04-110450-4
Проклятые критики. Новый взгляд на современную отечественную словесность. В помощь преподавателю литературы / Сост. Ю.М. Поляков. — М.: издательство «Прометей», 2021 г. — 624 с. (Коллективный сборник критических статей) ISBN 978-5-00172-188-8
Блудные дети, или Пропадал и нашёлся. — М.: издательство «Вольный Странник», 2023 г. — 400 с. ISBN 978-5-00178-147-9
В некотором царстве… Сказки Агасфера. Роман в новеллах. — М.: Московская городская организация Союза писателей России, 2024. — 424 с. ISBN 978-5-00246-001-4
Русский гений: биографическая повесть о Пушкине (для подростков). — М.: издательство «Вольный Странник», 2024 г. — 144 с. ISBN 978-5-00178-208-7

## Интервью
Русская литература: быть или не быть. Беседа писателей Ивана Зорина и Светланы Замлеловой 
Светлана Замлелова: «Образец для писателя-миссионера — сам Спаситель» 
Всемирный день поэзии в России отметят чтением стихов 
Отражая эпоху: политики и деятели культуры о Евгении Евтушенко 
Светлана Замлелова: «Держаться подальше от торфяных болот» 
«Российский книгоиздатель подменил литературу скриптовербисом, не предупредив читателя» 
России хотят вернуть русский язык 
Светлана Замлелова: Литература – это огромный мир 
«Эта история — вневременная притча о выборе человека» 
«Человек свободен ощущать себя счастливым». Беседа с писательницей Светланой Замлеловой о ее книгах, творчестве и духе времени 
Светлана Замлелова: Человек наделён способностью творить 

## Награды
Лауреат Международного Славянского литературного форума «Золотой Витязь» («Бронзовый диплом» в 2011 г., Серебряный Витязь в 2016 г.)
Премия журнала «Молодая Гвардия» (2011 г.)
Премия газеты «Советская Россия» «Слово к народу» (2014 г.)
Благодарственное письмо Министерства культуры, молодёжной политики и массовых коммуникаций Пермского края «За большой вклад в развитие литературного искусства в Пермском крае и поддержание единства общероссийского литературного пространства». (2015 г.)
Орден Достоевского I степени (2015 г.)
Премия журнала «Москва» (2016 г.)
Почётная грамота губернатора Ульяновской области «За заслуги в литературной и общественно-публицистической деятельности, достигнутые успехи в популяризации чтения на территории Ульяновской области и многолетнюю плодотворную работу» (2016 г.)
I место 14-го Открытого Евразийского конкурса на лучший художественный перевод (Eurasian Open 2017) в номинации «Английский язык».
Серебряный Знак СПР от Пермской краевой общественной организации «Союз писателей России» «За значительный благотворительный творческий вклад в издательскую работу ПКОО СПР в течение более пяти лет» (2018 г.)
Благодарность Министра культуры РФ (2018 г.)
Лауреат Купринской премии «Гранатовой браслет» (Пенза, 2020 г.)
Благодарность министра культуры Пермского края (2020 г.)
Благодарность начальника департамента культуры и молодёжной политики администрации города Перми (2020 г.)
Лауреат Международного конкурса переводов французской поэзии «Французский орфизм» (2021 г.)
Лауреат Международного конкурса современной духовной художественной литературы «Молитва» (Сретенский монастырь, 2022 г.)
Лауреат Национальной премии «Имперская культура» имени Эдуарда Володина (2024 г.)